# Volo RwandAir 205
Il volo RwandAir 205 era un volo passeggeri internazionale da Kigali, in Ruanda, a Entebbe, in Uganda, operato da JetLink Express per conto di RwandAir. Il 12 novembre 2009, il Bombardier CRJ100ER operante il volo si schiantò contro il terminal dell'aeroporto Internazionale di Entebbe dopo un atterraggio di emergenza a Kigali, in Ruanda, provocando la morte di un passeggero. All'indomani dell'incidente, RwandAir sospese tutte le relazioni con JetLink Express.

## L'aereo
Il velivolo coinvolto era un Bombardier CRJ100ER, marche 5Y-JLD, numero di serie 7197. Volò per la prima volta nel 1997 e operò per diverse compagnie: Air Littoral, Lufthansa CityLine, Brit Air e infine per JetLink Express. Era equipaggiato con 2 motori turboventola General Electric CF34-3A1. Al momento dell'incidente, l'aereo aveva circa 12 anni e aveva accumulato 17 140 ore di volo in 17 025 cicli di decollo-atterraggio.

## L'incidente
Il volo decollò dall'aeroporto Internazionale di Kigali; poco dopo, i piloti informarono il controllo del traffico aereo che la manetta sinistra si era bloccata sulla potenza di decollo (la massima potenza). I piloti non utilizzarono la procedura della lista di controllo in caso di leva di spinta inceppata e tornarono invece immediatamente in aeroporto con la leva di spinta destra, quella regolabile, al minimo, atterrando poco dopo le 11:30. L'aereo si fermò prima del terminal VIP, ma balzò in avanti mentre venivano sistemati i cunei alle ruote andando a schiantarsi contro il terminal VIP. Un incendio seguì l'incidente ma venne spento. Il copilota venne liberato dal relitto tre ore dopo l'incidente. Dei 10 passeggeri e dei 5 membri dell'equipaggio, tutti sopravvissero allo schianto iniziale. Una donna morì poco dopo essere arrivata in un ospedale.
Un portavoce di RwandAir dichiarò: "[l'aereo] è atterrato in sicurezza sulla pista ed è stato guidato dai commissari nell'area di parcheggio. Per qualche motivo inspiegabile, l'aereo, dal parcheggio, è partito di nuovo a piena potenza e [...] ha svoltato a destra, verso l'edificio tecnico". Il METAR al momento dell'incidente era HRYR 121030Z VRB03KT 9999 BKN030 24/18 Q1018 NOSIG.

## Le indagini
L'indagine rivelò che il cavo che collegava la leva di spinta sinistra al motore si era reciso poco dopo l'applicazione della potenza di decollo. Una procedura nel Quick Reference Handbook (QRH) del velivolo intitolata "Thrust Lever Jammed" avrebbe indicato ai piloti di spegnere il motore sinistro utilizzando l'interruttore "Left Engine Fire", che avrebbe chiuso (tra le altre cose) il flusso di carburante, consentendo così di controllare meglio la velocità del velivolo durante l'atterraggio. Questa procedura sarebbe stata eseguita "a un'altitudine di sicurezza" secondo la procedura, tenendo in considerazione il terreno o altri ostacoli. I piloti non eseguirono la procedura di cui sopra, e scelsero invece di tornare immediatamente in aeroporto, atterrando a una velocità superiore al normale a causa del motore sinistro che produceva ancora con la spinta al decollo, rendendo difficile fermare l'aereo e utilizzando una distanza di pista molto maggiore del normale. L'aereo rullò di nuovo al terminal con il motore sinistro che produceva ancora potenza al decollo e il motore destro al minimo. Quando l'aereo si fermò vicino al terminal, il motore destro venne spento dai piloti, mentre il motore sinistro era ancora in funzione alla spinta al decollo, e l'impianto idraulico venne chiuso, una procedura comune all'epoca. I freni dell'aereo erano azionati da due dei tre sistemi idraulici dell'aeromobile, con il sistema 2 alimentato dalle pompe del motore destro (sia meccaniche che elettriche) e il sistema 3 alimentato da due pompe elettriche. Spegnendo il motore destro e tutti i sistemi elettroidraulici, i freni e il freno di stazionamento non funzionarono più. Quando la pressione idraulica diminuì e con il motore sinistro che produceva ancora la spinta al decollo, l'aereo oltrepassò i cunei, svoltò a destra (a causa della spinta del motore sinistro) e colpì l'edificio del terminal.